# Eupithecia nudata
Eupithecia nudata là một loài bướm đêm trong họ Geometridae.